# Закутинці (Бердичівський район)
Заку́тинці — село в Україні, у Семенівській сільській територіальній громаді Бердичівського району Житомирської області. Населення становить 370 осіб (2001).

## Географія
Через село тече річка Сингаївка, ліва притока Гуйви.

## Історія

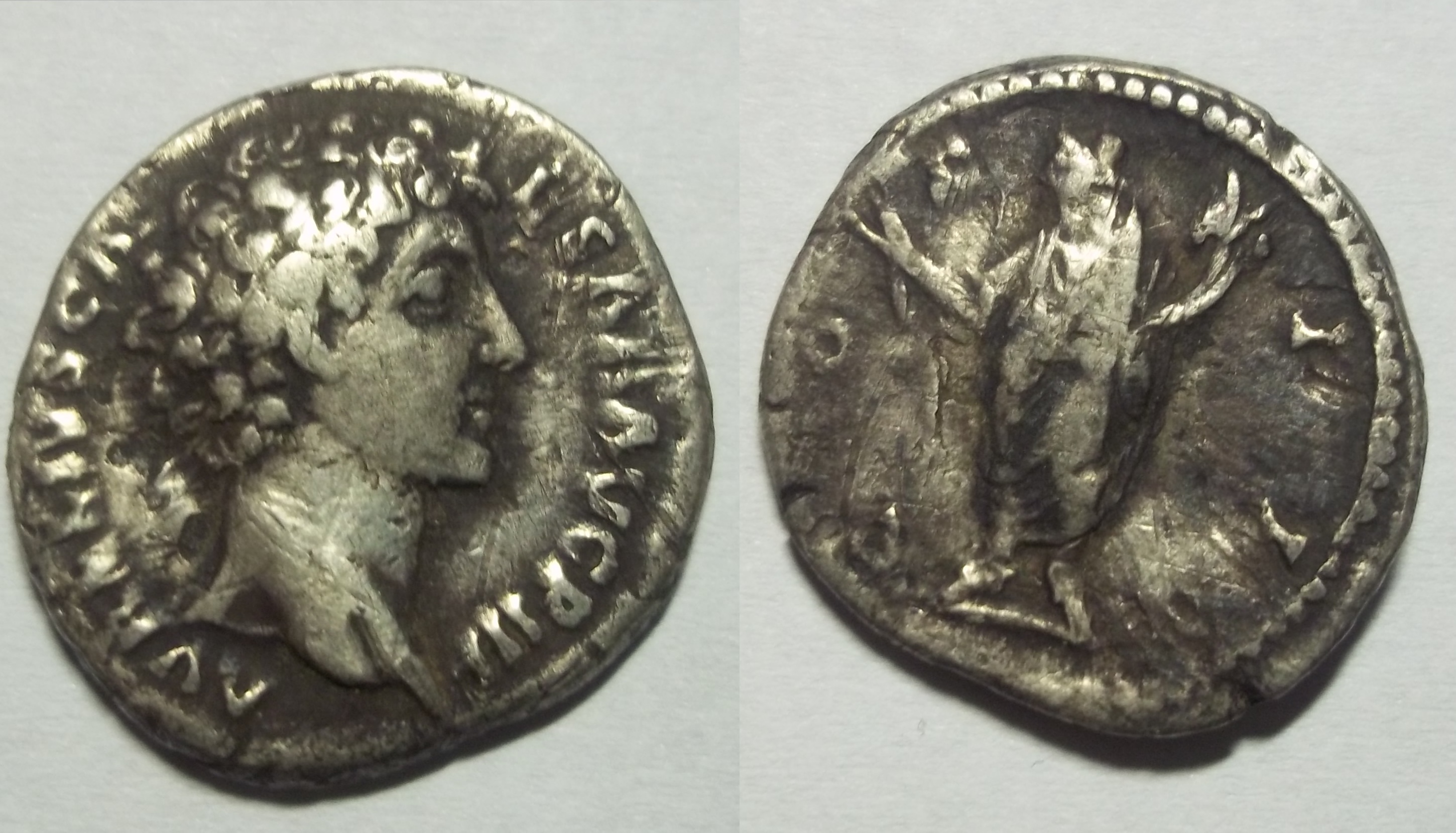
Срібний денарій римського імператора Марка Аврелія (121—180 р.) знайдений на території села Закутинці під час сільськогосподарських робіт

Знайдені під час сільськогосподарських робіт монети римського часу та кераміка і знаряддя праці черняхівської культури дають підстави вважати, що на території Закутинець в I—IV століття нашої ери могло існувати поселення черняхівців.
Існує згадка про село в Археологічній карті Київської губернії, яка була складена істориком Володимиром Антоновичем, де вказується, що у 1878 році селянин знайшов у полі 46 великих срібних монет та 108 дрібних, польських та голландських. А у 1880 році було знайдено 145 польських прусських та шведських монет. Першоджерелом цих відомостей для Антоновича слугували 43-й номер газети «Кіевлянинъ» за 1878 рік, та замітки Айналова

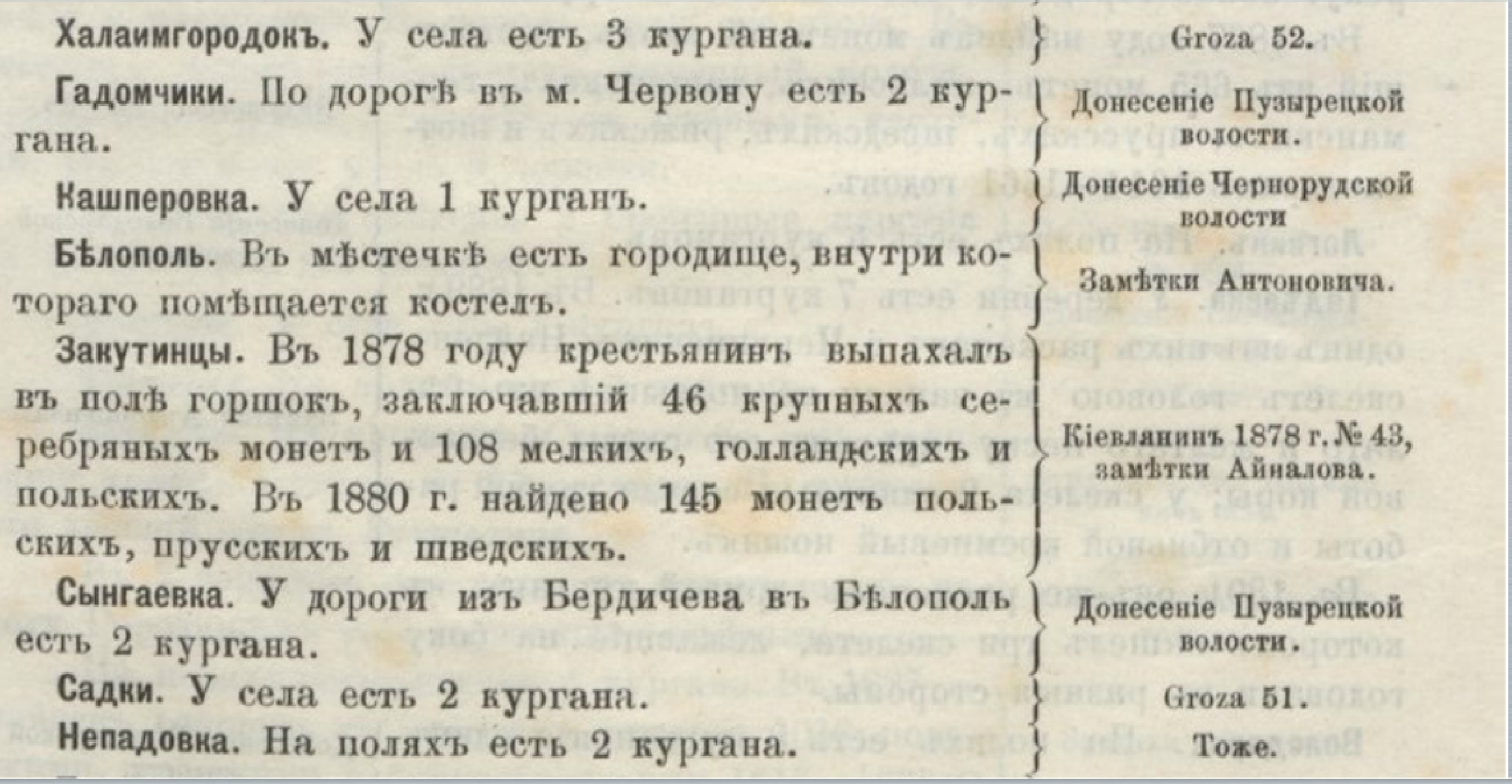
Зображення сторінки археологічної карти Київської губернії Володимира Антоновича 1895 року, де міститься інформація про село Закутинці

До 7 вересня 2016 року — адміністративний центр Закутинецької сільської ради Бердичівського району Житомирської області.

## Населення
Згідно з переписом УРСР 1989 року чисельність наявного населення села становила 411 осіб, з яких 161 чоловік та 250 жінок.
За переписом населення України 2001 року в селі мешкали 372 особи.

### Мова
Розподіл населення за рідною мовою за даними перепису 2001 року:
| Мова       | Відсоток |
| ---------- | -------- |
| українська | 99,19 %  |
| російська  | 0,54 %   |
| вірменська | 0,27 %   |